# آلفا آمیلاز
آلفا-آمیلاز (α-آمیلاز)، آنزیمی با عدد گروه آنزیم 3.2.1.1 است که پیوندهای پلی‌ساکاریدهای بزرگی چون نشاسته و گلیکوژن را هیدرولیز کرده، زنجیره‌های کوچکتری چون دکسترین و مالتوز را پدیدمی‌آورد. این آنزیم، شکل عمده آمیلاز است که در بدن انسان و سایر پستانداران یافت می‌شود. همچنین این آنزیم در دانه‌های نشاسته‌داری چون ذخایر غذایی حضور داشته و توسط بسیاری از قارچ‌ها ترشح می‌شود. این آنزیم عضوی از خانواده گلیکوزید هیدرولاز ۱۳ است.

## کارکرد آلفا امیلاز
آلفا امیلاز زنجیره کربوهیدراتی نشاسته را در مکان‌های تصادفی هیدرولیز کرده و تولید الیگوساکاریدهای کوتاه، مالتوز و گلوکز می‌کند. واکنش به وسیلهٔ افزایش میزان قندهای احیا یا کاهش رنگ آبی و تولید رنگ زرد قهوه‌ای در کمپلکس ید و نشاسته پایش می‌شود. براساس سیستم طبقه‌بندی که براساس شباهت توالی آمینو اسیدی می‌باشد اکثر آنزیم‌های تجزیه‌کننده نشاسته از جمله آلفا امیلازها در خانواده ۱۳ Glycosyl hydrolases قرار می‌گیرند. مکانیسم فعالیت آلفا امیلازها از نوع α- retaining (مکانیسم جایگزینی دوگانه) می‌باشد که آرایش فضایی کربن آنومری بعد از فعالیت آنزیم تغییر نمی‌کند و به شکل آلفا باقی می‌ماند. آلفا امیلازها دارای چهار ناحیه حفاظت شده در توالی اولیهٔ خود هستند، برخی از این نواحی حفاظت شده مربوط به جایگاه فعالند و برخی در پایداری ساختار سوم حفاظت شده نقش دارند. آلفا امیلازها دارای یک ساختار)β/α)۸یا TIM barrel (لولهβ/α) هستند. یک سری قوس‌های β-α-β طوری آرایش می‌یابند که نتیجه آن ایجاد یک ساختمان لوله‌ای پایدار است، این موتیف را لولهβ/α می‌نامند.
- آلفا آمیلاز یک آنزیم القاپذیر است که معمولاً در حضور نشاسته و محصولات هیدرولیزی نشاسته مانند مالتوز القا می‌شود. آلفا آمیلاز همانند سایر آنزیم‌های القاپذیر در حضور گلوکز و سایر قندها تحت تأثیر مهار کاتابولیک قرار می‌گیرد. آلفا آمیلاز در جانوران، گیاهان و میکروارگانیسم‌ها وجود دارد.

## آلفا امیلاز در صنعت
آلفا امیلاز مورد استفاده در صنعت منشأ قارچی و باکتریایی دارد. یکی از کاربردهای اصلی آلفا آمیلاز در صنعت پخت و پز نانوایی و قنادی است و در اکثر بهبوددهنده‌های مورد استفاده در نانوایی از آلفا آمیلاز (قارچی و باکتریایی) استفاده شده‌است. گونه‌های مختلف سردهٔ باسیلوس و آکتینومیست‌هایی که در مقابل دما پایدارند مثل Thermomonospora و Thermoactinomyces برای تولید آلفا آمیلاز مناسبند. دو روش عمده برای تولید آمیلازها در سطح تجاری submerged fermentation (SmF)و solid state fermentation (SSF) است. روش SSF دارای مزایایی نسبت به روش SmF است مانند: میزان تولید بیشتر در یک دوره زمانی، گردش بهتر اکسیژن در این سیستم، حجم تولید بالا، نیاز داشتن به تجهیزات ساده‌تر. اخیراً آلفا آمیلازی از باسیلوس sp. KR ۸۱۰۴ استخراج شده‌است که برای فعالیت وابسته به کلسیم نیست که در فرآوری نشاسته یک مزیت است.